# Metro van Porto Alegre
De metro van Porto Alegre is het bovengrondse metrostelsel van Porto Alegre, hoofdstad van de zuidelijkste deelstaat van Brazilië, Rio Grande do Sul. De gemeente heeft heeft zo'n 1,4 miljoen inwoners, maar is vergroeid met omliggende steden. Inclusief voorsteden telt de agglomeratie zo'n vier miljoen inwoners. 

## Lijn 1
Het systeem (lokaal bekend als Trensurb) verbindt enkele noordelijke voorsteden met het centrale gedeelte van de havenstad. Anno 2024 bestaat het netwerk nog uit een lijn, een tweede lijn is gepland. De exploitatie van het stelsel wordt in samenwerking uitgevoerd door de centrale regering, het bestuur van Rio Grande do Sul en de stad Porto Alegre.
Linha 1 vertrekt vanuit het historische centrum en doet op weg door de stad Porto Alegre en haar noordelijke voorsteden 22 stations aan. De plaatsen die de Trensurb aandoet zijn vanuit Porto Alegre gezien Canoas, Esteio, Sapucaia do Sul, São Leopoldo en Novo Hamburgo. De keuze voor deze route werd gemaakt omdat deze noord-zuid as de meeste vervoersbewegingen kent en de autoweg BR-116 structureel met files had te maken. Op 2 maart 1985 werd het stuk vanaf het stadhuis tot Sapucaia in gebruik genomen en in 2000 werd het tweede tijdelijk eindpunt in  São Leopoldo bereikt. Een uitbreiding naar Novo Hamburgo is in 2014 in gebruik genomen.

### Aeromovel
Van station Aeroporto gaat een people mover van fabrikant Aeromoval naar de luchthaven. Deze tweerailige monorail-achtige lijn wordt door luchtdruk aangedreven.

## Lijn 2
Een deels ondergrondse lijn, Linha 2, kan de volgende uitbreiding van het net worden. Enige jaren staat deze lijn, die ook vanuit het oude centrum zou starten richting het westen ook al gepland. Een definitief ontwerp en voldoende geld voor de bouw laten echter op zich wachten en realisatie voor het WK voetbal in 2014 is niet gerealiseerd.